# Amago Yoshihisa
Amago Yoshihisa (尼子 義久?; 1540 – 14 ottobre 1610) è stato un daimyō giapponese del periodo Sengoku appartenente al clan Amago.

## Biografia
Yoshihisa era il secondo figlio di Amago Haruhisa e succedette al padre nel 1562. Nel 1563 si alleò a Ōtomo Sōrin che propose di conquistare e dividere tra loro i domini dei Mōri. Attaccò questi ultimi ma fu sconfitto. Tentò di resistere al crescente potere dei Mōri ma non fu in grado di espellere quest'ultimo quando iniziarono un'invasione di Izumo nel 1563. Perse il castello di Shiga ma riuscì a respingere un attacco iniziale alla sua roccaforte di Gassan-Toda nel 1564. I Mōri assediarono Gassan-Toda nuovamente nel 1565. Yoshihisa perse la fiducia dei suoi uomini quando giustiziò uno dei suoi principali servitori, Uyama Hisanobu, per infondate accuse di tradimento. Yoshihisa si arrese nel gennaio del 1566 e fu messo in isolamento nella provincia di Aki con i suoi fratelli più giovani (Tomohisa e Hidehisa) per i successivi 16 anni. Alla fine gli fu concesso un reddito di circa 570 koku e venne trasferito nella provincia di Nagato, dove le sue entrate furono aumentate a circa 1.300 koku. 
Divenuto monaco, Yoshihisa cambiò il proprio nome in Yurin (友林?). Dopo che Mōri Terumoto succedette alla guida dei Mōri, Yoshihisa ne divenne servitore. Morì all'età di 70 anni.